# Julio Hernán Rossi
Julio Hernán Rossi (* 22. Februar 1977 in Mar del Plata, Argentinien) ist ein ehemaliger argentinischer Fußballspieler mit italienischer Staatsbürgerschaft, der den größten Teil seiner Profikarriere in der Schweiz verbrachte. Seine Position war im Sturm.

## Karriere
1996/97 spielte er bei River Plate und erzielte in acht Spielen ein Tor. Danach wechselte er 1997 für ein Jahr nach Japan, zu Avispa Fukuoka, wo er elf Spiele absolvierte. Nach drei Spielen mit River Plate 1998 wechselte er 1998/1999 zum FC Lugano und spielte dort bis 2002.
Im Sommer 2002 kaufte ihn der FC Basel für zwei Millionen Schweizer Franken. Mit Basel verzeichnete er seine größten Erfolge. Er wurde Schweizer Cupsieger und zweimal Schweizer Meister. Als erst zweites Schweizer Team überhaupt, konnte sich der FC Basel 2002 für die Champions League qualifizieren. Rossi schoss in diesem Wettbewerb 5 der insgesamt 17 Tore für den FC Basel. Damals erreichte er mit der Mannschaft die Zwischenrunde, in welcher der FC Basel nur aufgrund einer schlechteren Tordifferenz ausschied.
Im Winter 2006 wechselte er zum französischen Erstligisten FC Nantes  und erzielte für den neuen Klub in 36 Spielen 4 Tore. Als Ende Saison der Abstieg des FC Nantes Tatsache wurde, entschloss er sich nach Absprache mit dem Klub zur Rückkehr in die Schweiz.
Am 11. Juni 2007 unterschrieb er in Neuenburg einen Dreijahresvertrag bei Neuchâtel Xamax. Im April 2010 wurde er in den U-21-Kader der Neuenburger zurückgestuft. Von Juli 2010 bis Juli 2011 war Rossi vereinslos, in der Saison 2011/12 spielte er in der höchsten Schweizer Amateurliga beim FC Serrières.

## Titel und Erfolge
FC Basel
- Schweizer Meister: 2004, 2005
- Schweizer Cupsieger: 2003